# Acacia barrancana
Acacia barrancana é uma espécie de leguminosa do gênero Acacia, pertencente à família Fabaceae.